# Geschiedenis van Dagestan
De geschiedenis van Dagestan is die van een federatie van bergachtige vorstendommen in het oostelijke deel van de Noordelijke Kaukasus. Dagestan, gelegen op een kruispunt van beschavingen, was het toneel van botsingen van belangen van vele staten, tot de vroege 19e eeuw met name tussen het Perzische Rijk en het keizerrijk Rusland.
De naam Dagestan is van Turkse en Perzische afkomst, en kan vertaald worden als "land der bergen". Delen van het huidige Dagestan stonden op verschillende tijdstippen bekend als Lekia (Lezgistan), Avaria (Avaars kanaat) en Tarki (sjamchalaat van Tarki). De naam verwijst historisch naar de oostelijke Kaukasus, in 1860 veroverd door het Russische rijk en vernoemd tot de oblast Dagestan. De huidige republiek Dagestan bestrijkt een veel groter territorium, in 1921 opgericht als de Dagestaanse Autonome Socialistische Sovjetrepubliek, na opname van het oostelijke deel van de oblast Terek.

## Sassanidische heerschappij

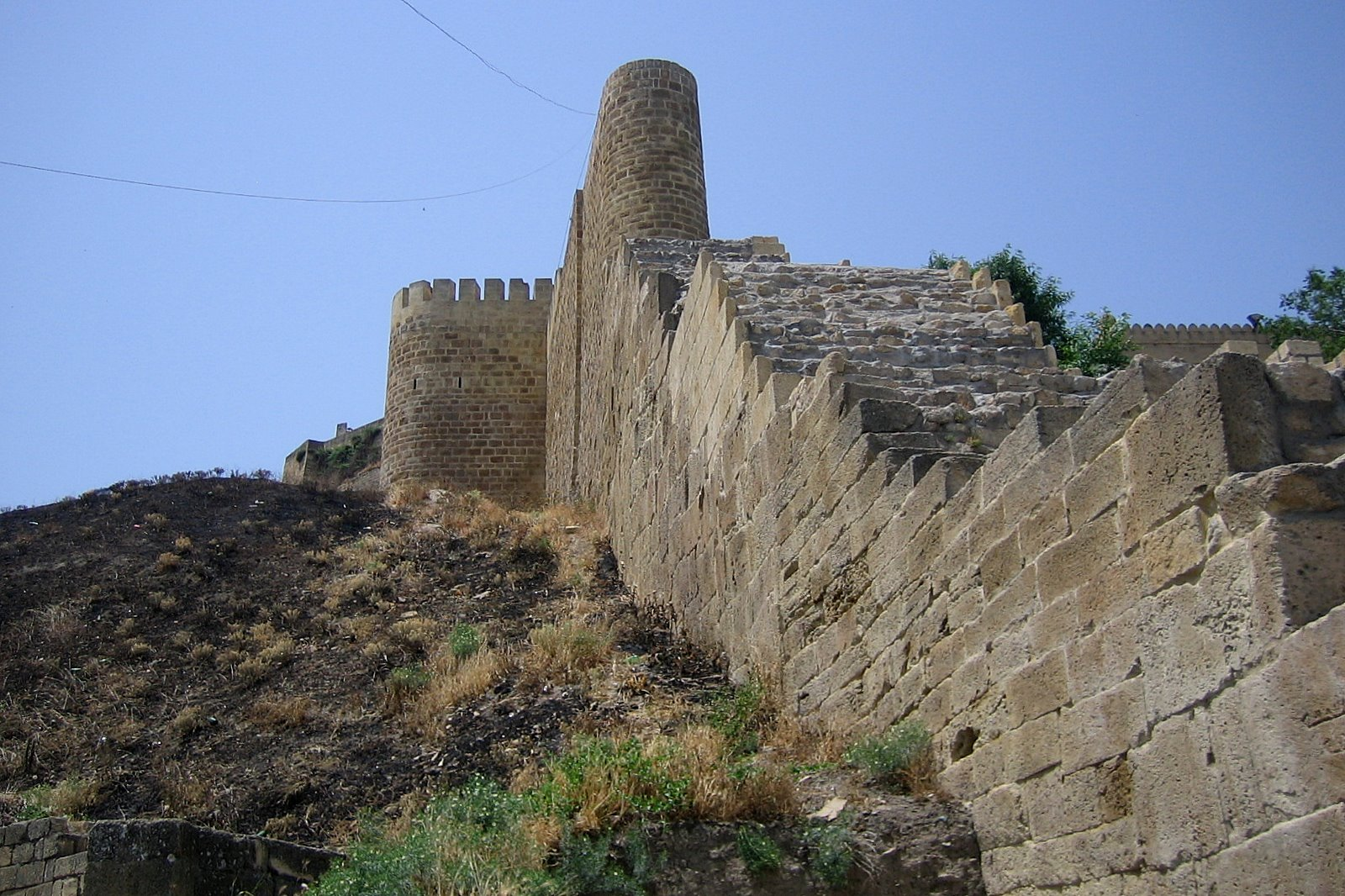
Het fort Naryn Kala in Derbent, gebouwd onder de Sassaniden

In de 6e eeuw veroverden de Sassaniden na meer dan 100 jaar oorlog de oostelijke Kaukasus, waardoor de hele regio Dagestan onder invloed van Perzië kwam.
In 552 vielen de Chazaren de noordoostelijke Kaukasus binnen en bezetten de noordelijke laaglanden van Dagestan. Om zijn bezittingen te beschermen tegen de nieuwe golf van nomaden, begon de sjah van Perzië Khusro I (531-579) met de bouw van defensieve vestingwerken in Derbent, die de smalle doorgang tussen de Kaspische Zee en Ciskaukasië afsloten. 
De naam "Derbent" is een Perzisch woord (دربند darband) dat "toegangspoort" betekent. Iraanse elementen werden opgenomen in de dagelijkse taal van de bevolking van Dagestan, vooral tijdens het Sassanidische tijdperk, en bestaan tot op heden. Een beleid van "Iranisering" van Derbent en de oostelijke Kaukasus in het algemeen kan worden gevolgd door de eeuwen, van Khusro I tot de Safawidische sjahs Ismail I en Abbas I. Volgens het verslag in de latere Darband-Nāma, verhuisde Khusro I na de bouw van de vestingwerken ongeveer 3.000 gezinnen van het binnenland van Perzië naar Derbent en aangrenzende dorpen. Dit verslag lijkt te worden bevestigd door de Spaans-Arabische Hamid Mohammad Garnati, die in 1130 meldde dat Derbent werd bevolkt door veel etnische groepen, waaronder een grote Perzisch sprekende bevolking.

## Arabische invallen van de 7e - 8e eeuw
Na de verovering van Perzië door het  Arabische kalifaat van de Rashidun ging Dagestan van Iraanse naar Arabische heerschappij. Deze periode is bekend door een oorlog van 150 jaar, die de volkeren van de Noordoostelijke Kaukasus uitvochten met de Arabieren en Chazaren. In 643, tijdens het bewind van kalief Omar ibn al-Chattab, veroverden Arabische legers onder leiding van Abd al-Rahman ibn Rabi Derbent en de aangrenzende gebieden. In 652 werd Abd al-Rahman Ibn Rabi gedood tijdens het beleg van de Chazaarse stad Belendzjer waarna de Chazaren Dagestan tien jaar later (662) binnenvielen. In 698 veroverde Muhammad Ibn Marwan, broer van kalief Abd al-Malik Ibn Marwan, Derbent. In 705 nam Maslamah Ibn Abd al-Malik, broer van kalief al-Walid I, Derbent opnieuw in.
In 722 stuurde kalief Yazid II de krijgsheer al-Djarrah al-Hakami om het fort van Derbent te verdedigen. De Perzische historicus Tabari beschreef dit als volgt: "De Arabieren die de Chazaren in Zuid-Dagestan versloegen, trokken naar de bergen van Dagestan, overwonnen het verzet van de mensen van Chamzin en Goemik (Koemoech) waarna ze Kajtag en Tabasaran in strafexpedities plunderden voor het niet accepteren van hun autoriteit."
Balami schreef dat in 723 Al-Djarrah een van zijn naaste commandanten riep, hem drieduizend krijgers gaf en tegen hem zei: "Ga naar Kajtag, vernietig daar alles wat je op weg zult ontmoeten, vecht tegen iedereen die je verzet toont en komt terug voor zonsopgang". In 723 gingen Arabische troepen onder het bevel van Al-Djarrah door het gebied van Dagestan en veroverden Belendzjer. In 730 werd Al-Djarrah gedood in de Slag bij Ardebil.
In 730-731 versterkte Maslamah Ibn Abd al-Malik, broer van kalief Hisham ibn Abd al-Malik, Derbent door zeven ijzeren poorten te bouwen en marcheerde met zijn leger naar Koemoech. In 732 overwon Marwan Ibn Muhammad, neef van kalief Hisham, de "krachtige forten van de Dagestaanse bergen", waardoor deze tribuut moesten betalen. De Iraanse 9e-eeuwse schrijver Ibn Hayyat zegt dat na het veroveren van Goemik en Choenzach, Marwan weg ging van het land van Toemen. Volgens Al-Balazuri leidde Marwan een leger van 120.000 troepen naar de Chazaarse bezittingen waarna Het Chazaarse leger een reeks nederlagen onderging en Marwan veroverde de stad Samandar. In 797 voerden de Chazaren een invasie van Dagestan uit.

## Mongoolse heerschappij
De Mongolen overvielen de landen in 1221-1222 waarna  ze van 1236-1239 Derbent en het omliggende gebied tijdens de invasies van Georgië en Doerdzoeketië veroverden.

## Perzische heerschappij en Russische verovering
In de vroege 16e eeuw consolideerden de Safawieden hun heerschappij over de regio, die tot het begin van de 19e eeuw met tussenpozen zou duren. In de 16e en 17e eeuw werden de juridische tradities gecodificeerd, en berggemeenschappen (djamaten) verkregen een aanzienlijke mate van autonomie. Na de Russisch-Perzische Oorlog van 1651-53 vroegen de Koemukse heersers (sjamchals) ondanks een Russisch verlies om de bescherming van de tsaar. De Russen versterkten hun greep in de regio in de 18e eeuw, toen Peter de Grote het kustgebied van Dagestan veroverde tijdens de Russisch-Perzische Oorlog van 1722-23, hoewel de gebieden in 1735 aan Perzië werden teruggegeven bij het Verdrag van Gandja.
De 18e eeuw zag ook de heropleving van het Avaarse kanaat, dat op een bepaald moment zelfs erin slaagde de aanvallen van Nadir Sjah van Perzië op tijdens diens Dagestan-campagne af te weren, en tribuut op te leggen aan Shirvan en Georgië. Vanaf 1747 werd het Perzische deel van Dagestan geregeerd door het kanaat van Derbent. De Perzische expeditie van 1796 resulteerde in de Russische verovering van Derbent. De Russen werden echter later vanwege binnenlandse problemen gedwongen zich terug te trekken uit de gehele Kaukasus, waardoor Perzië het grondgebied kon heroveren.
In 1806 viel het kanaat onder Russische controle, maar het was pas in de nasleep van de Russisch-Perzische Oorlog van 1804-1813 dat de Russische macht over Dagestan werd bevestigd nadat Perzië het grondgebied formeel afstond aan Rusland. In 1813 werd Kadjarisch Perzië bij het Verdrag van Gulistan gedwongen om Zuid-Dagestan met Derbent af te staan aan Rusland, samen met andere gebieden in de Kaukasus. Het Verdrag van Turkmenchay uit 1828 consolideerde de Russische controle over Dagestan voor onbepaalde tijd.

## Moderne geschiedenis

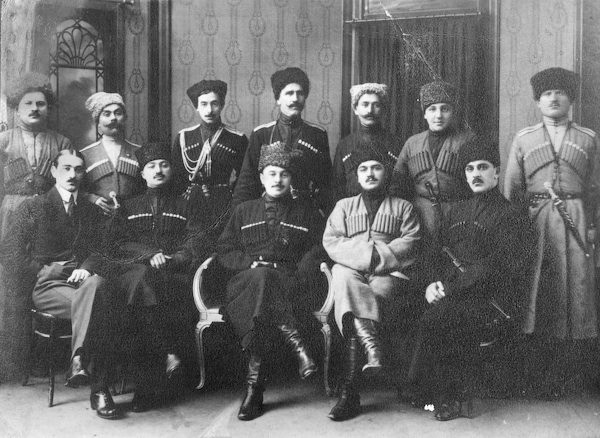
Leiders van de Bergrepubliek van de Noordelijke Kaukasus

De keizerlijke Russische regering bracht ontevredenheid onder de volkeren van Dagestan. Zware belastingheffing, in combinatie met onteigening van landgoederen en de bouw van forten zoals Machatsjkala, bracht de bergbewoners in opstand onder de aegis van het Kaukasisch Imamaat, geleid door Ghazi Mollah (1828-32), Gamzat-Bek (1832-34 ) en Sjamil (1834-59). Deze Kaukasusoorlog woedde tot 1864, toen Sjamil werd gevangen en het Avaars kanaat werd afgeschaft.
Dagestan en Tsjetsjenië maakten gebruik van de Russisch-Turkse Oorlog van 1877-78 om op te staan tegen het keizerrijk Rusland. 
Na de bolsjewistische revolutie in oktober 1917 bezetten Ottomaanse legers Azerbeidzjan en Dagestan. Op 21 december 1917 verklaarden Ingoesjetië, Tsjetsjenië en Dagestan zich onafhankelijk van Rusland waarna ze een gezamenlijke staat, de Bergrepubliek van de Noordelijke Kaukasus, stichtten. De hoofdstad van dit zelfbenoemde land werd verplaatst naar Temir-Chan-Sjoera in Dagestan. De eerste premier was de Tsjetsjeen Tapa Tsjermojev, De tweede premier was de Ingoesj Vassan-Girey Dzjabagiev, die in 1917 ook de auteur was van de grondwet van het land. In 1920 werd hij voor de derde termijn herkozen. Na meer dan drie jaar strijd in de Russische Burgeroorlog bereikten de bolsjewieken de overwinning en werd de Dagestaanse Autonome Socialistische Sovjetrepubliek uitgeroepen op 20 januari 1921.